# Aussonne
Aussonne (okzitanisch: Aussona) ist eine französische Gemeinde mit 7731 Einwohnern (Stand 1. Januar 2022) im Département Haute-Garonne in der Region Okzitanien (zuvor Midi-Pyrénées). Aussonne ist Teil des Arrondissements Toulouse und des Kantons Blagnac. Die Einwohner werden Aussonnais genannt.

## Lage
Aussonne liegt am Fluss Aussonnelle kurz vor der Mündung in die Garonne, etwa 15 Kilometer nordwestlich von Toulouse. Umgeben wird Aussonne von den Nachbargemeinden Merville im Norden, Seilh im Osten, Beauzelle und Blagnac im Südosten, Cornebarrieu im Süden, Mondonville im Südwesten und Daux im Westen.

## Bevölkerungsentwicklung
| Jahr                       | 1962 | 1968 | 1975 | 1982 | 1990 | 1999 | 2006 | 2011 | 2018 | 2019 |
| Einwohner                  | 661  | 873  | 1952 | 3636 | 4000 | 4220 | 5391 | 6548 | 7187 | 7209 |
| Quellen: Cassini und INSEE |      |      |      |      |      |      |      |      |      |      |

## Sehenswürdigkeiten
- Kirche Notre-Dame-du-Rosaire, Monument historique
- Mahnmal der Kriegstoten

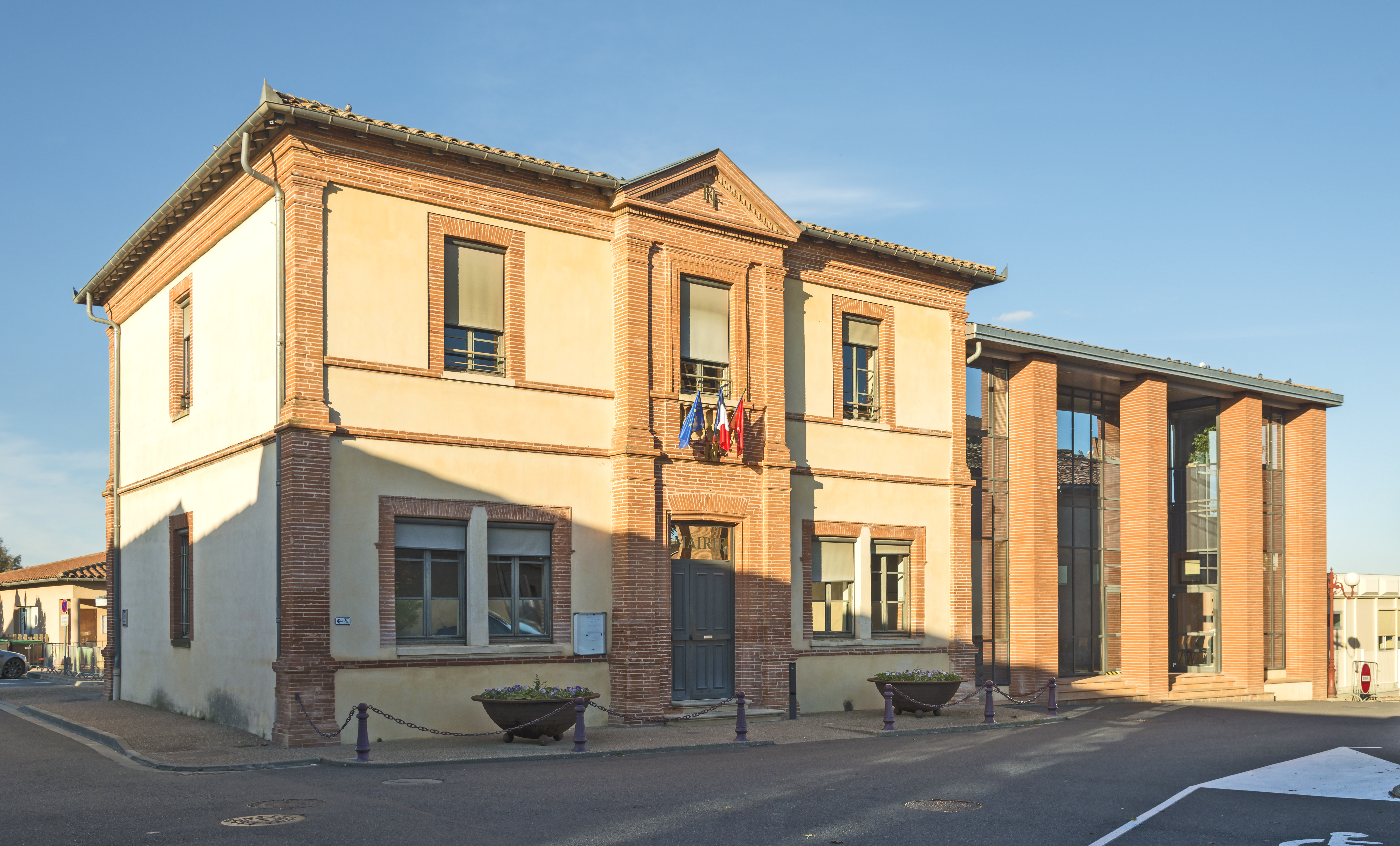
Rathaus
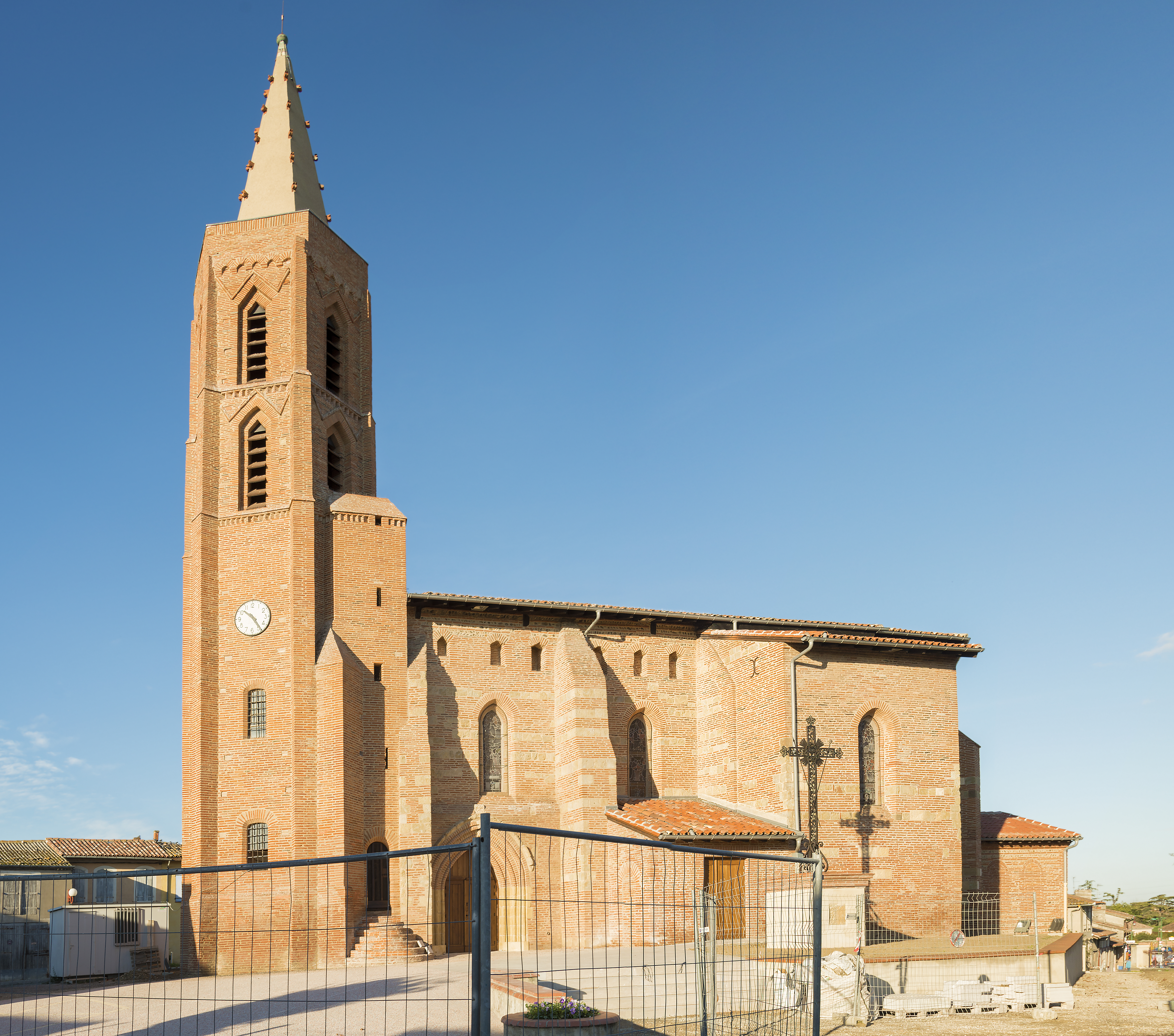
Kirche Notre-Dame-du-Rosaire
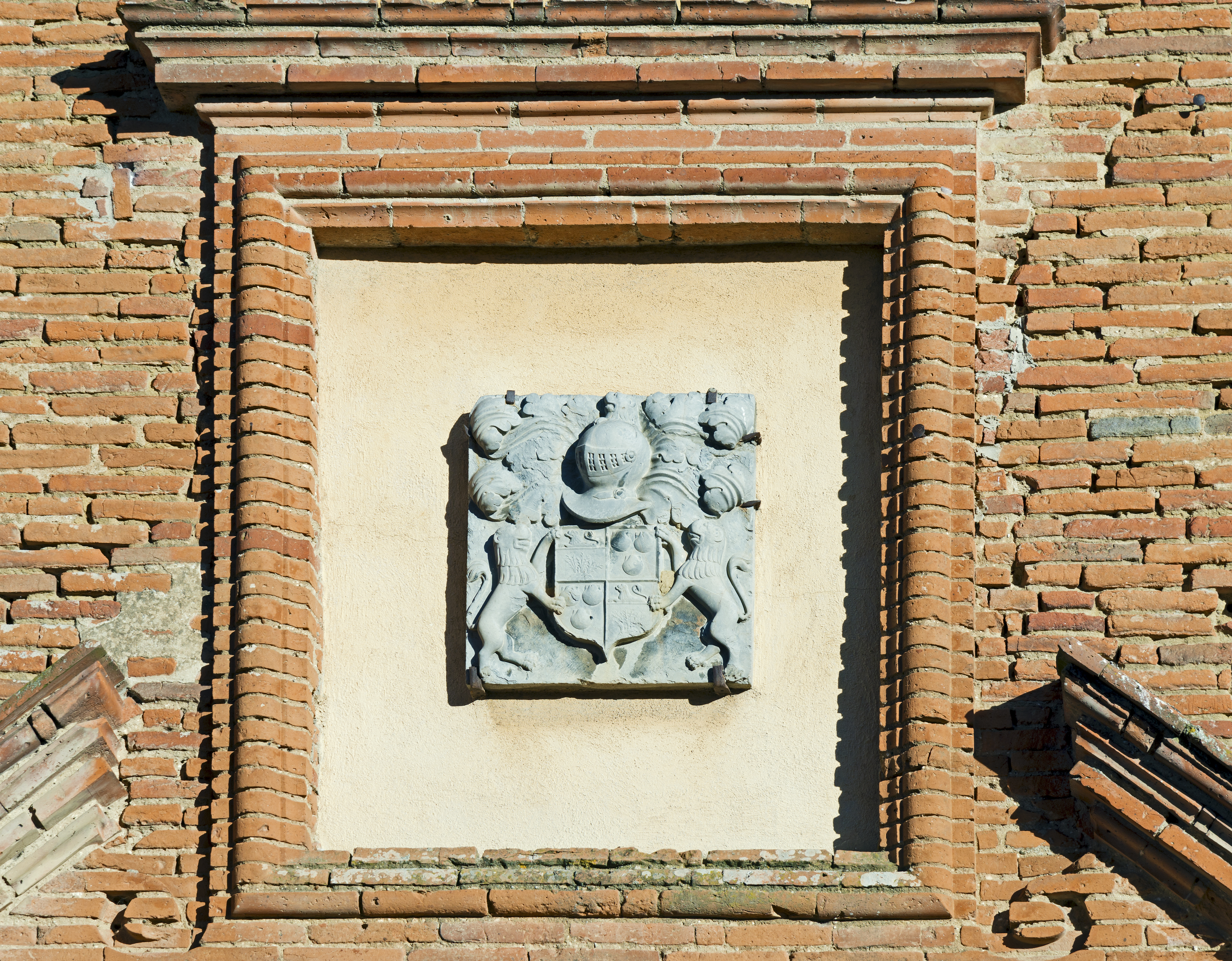
Wappen von Aussonne

## Persönlichkeiten
- Thérèse Humbert (1855–nach 1939), Betrügerin